# Peltacanthina asthenes
Peltacanthina asthenes är en tvåvingeart som beskrevs av Friedrich Georg Hendel 1914. Peltacanthina asthenes ingår i släktet Peltacanthina och familjen bredmunsflugor.
Artens utbredningsområde är Malawi. Inga underarter finns listade i Catalogue of Life.